# Doc Gynéco
Doc Gynéco, cuyo verdadero nombre es Bruno Beausir, nacido el 10 de mayo de 1974 en Clichy-sous-Bois, en Seine-Saint-Denis, es un rapero, cantante y productor francés. También es columnista de televisión y ex actor.

## Biografía
En 1996 se dio a conocer al público en general después del lanzamiento de su primer álbum Première consultation, que tuvo un gran éxito tanto en Francia, como en el resto del mundo.

## Discografía

### Álbumes
- 1996: Première consultation
- 1998: Liaisons dangereuses
- 2001: Quality Street
- 2002: Solitaire
- 2006: Un homme nature, Doc enregistre au quartier
- 2008: Peace maker
- 2018: 1.000%

### Compilaciones
- 2003: Menu best of
- 2006: Le Doc au pays
- 2018: Première consultation (Edition 20e anniversaire)

### Colecciones de álbumes
- 1998: Secteur Ä - Live à l'Olympia
- 2000: Secteur Ä All stars
- 2018: Best of Secteur Ä

## Filmografía

### Películas
- 2003: Gomez et Tavarès
- 2003: Le Fleuve
- 2007: Ali Baba et les 40 voleurs